# 산타크로체디말리아노
산타크로체디말리아노(이탈리아어: Santa Croce di Magliano)는 이탈리아 몰리세주 캄포바소도의 코무네다. 캄포바소로부터 북동쪽 30km 거리에 있다.